# Friedenskirche (Gaimersheim)
Die Friedenskirche ist eine evangelisch-lutherische Pfarrkirche im Gebiet des Kraibergs in Gaimersheim. Die Kirchengemeinde gehört zum Dekanat Ingolstadt des Kirchenkreises Regensburg der Evangelisch-Lutherischen Kirche in Bayern.
Im ersten Bauabschnitt entstand 1957 ein Gotteshaus mit 120 Plätzen und einem 10 m hohen Glockenturm. Damals hieß die Kirche einfach „evangelische Kirche auf dem Kraiberg bei Gaimersheim“. Erst später erhielt sie den heutigen Namen. Der Kirchturm ist mit einem 3-stimmigen TeDeum-Geläute (h'-d''-e'') aus 300, 200 und 150 kg schweren Glocken, die 1959/1962 bei Karl Czudnochowsky in Erding gegossen wurden, ausgestattet.
1998/99 wurde an den Glockenturm ein neues Gotteshaus mit 350 Plätzen angefügt, der Turm auf ca. 20 m erhöht und der Turmgiebel um 90 Grad gewendet. Vom Gaimersheimer Künstler und Bildhauer Konrad Risch wurden 1999 der „gläserne Altar“, ein mehrteiliges Glasbild mit beweglichen Flügeln, hinter dem Altartisch sowie 2003 an den Seitenfenster des Kirchenschiffs die „sechs Werke der Barmherzigkeit“ aus Glas angefertigt.
Die Friedenskirche dient den über 3000 Mitgliedern der evangelisch-lutherischen Kirchengemeinde Gaimersheim, d. h. den evangelischen Christen in den Orten Gaimersheim mit Rackertshofen und Lippertshofen, Eitensheim, Buxheim, Böhmfeld, Hitzhofen, Tauberfeld und Wolkertshofen, als geistliches Zentrum. Jeden Sonntag um 10 Uhr findet dort ein Gottesdienst statt.